# Змеелов (фильм)
«Змеелов» — советский художественный фильм 1985 года, криминальная драма режиссёра Вадима Дербенёва по одноимённому роману Лазаря Карелина, снятая на киностудии «Мосфильм».
По итогам опроса журнала «Советский экран», исполнитель главной роли — Александр Михайлов — признан лучшим киноактёром 1985 года.

## Сюжет
Бывший директор крупного гастронома Павел Сергеевич Шорохов, вернувшись из мест заключения и не получив ожидаемого приёма у жены, запретившей ему свидания с сыном, временно поселяется у Котова, владельца списков участников системы передвижения неучтённых товаров. Находящийся при смерти Котов передаёт Шорохову эти списки и тем самым ставит его под угрозу со стороны бывших сообщников. Так у Шорохова в руках оказывается тетрадь с зашифрованными записями нелегальных товарных сделок в торговой сети столицы.
Несколько лет, проведённых в колонии, и работа змееловом превратили Шорохова в честного человека, закалив характер этого и до того бывшего вполне самостоятельным в принимаемых решениях волевого человека. И сейчас, попав в привычное окружение (тут же давшее ему, «по старой памяти», «тёплое местечко»), он уже стал нетерпимым к проявлениям кумовства в окружающей его советской торговле, превратившейся в своеобразный бомонд.
Невзирая на угрозы и запугивание со стороны бывших коллег, он дешифрует эти записи и несёт их в прокуратуру. Совершив трудный нравственный выбор, Шорохов получает удар ножом в драке с подосланными убийцами.

## В ролях
| Актёр                  | Роль                                                              |
| ---------------------- | ----------------------------------------------------------------- |
| Александр Михайлов     | Павел Сергеевич Шорохов                                           |
| Наталия Белохвостикова | Лена                                                              |
| Леонид Марков          | Пётр Васильевич Котов                                             |
| Донатас Банионис       | Борис Дмитриевич (Митрич-Колобок)                                 |
| Любовь Полищук         | Вера                                                              |
| Светлана Крючкова      | бывшая жена Павла Зина                                            |
| Галина Польских        | сестра Павла Нина                                                 |
| Леонид Куравлёв        | друг Павла Константин                                             |
| Валентина Титова       | жена Котова Тамара Ивановна Котова                                |
| Виктор Шульгин         | цветочник, бывший главбух гастронома Анатолий Семёнович           |
| Мария Барабанова       | соглядатай в магазине                                             |
| Алексей Кузнецов       | уволенный из министерства приятель Митрича Олег Эдуардович Белкин |
| Анатолий Ведёнкин      | муж Зины Валентин                                                 |
| Юрий Волков            | следователь                                                       |
| Евгений Багдасаров     | продавец дынь                                                     |
| Вадим Курков           | сын Петра Котова Саша (Александр Петрович Котов)                  |
| Людмила Купина         | Мария Ивановна                                                    |
| Юрий Звягинцев         | сын Павла и Зинаиды Серёжа                                        |
| Дарья Дербенёва        | девочка-скрипачка Даша                                            |
| Мария Сурина           | племянница Павла Ольга                                            |

### В эпизодах
- Владимир Востриков — профессор
- Вадим Вильский — грузчик
- В. Иголкин
- Виктор Лазарев — принципиальный покупатель
- Александр Пятков — грузчик Стасик
- Б. Петров
- Николай Романов
- Л. Силинская
- Игорь Старыгин — порученец Митрича
- Александра Данилова — благодарная покупательница (нет в титрах)

### Каскадёры
- Сергей Шолохов
- Николай Астапов
- Е. Лебедев
- А. Чигиринский

## Съёмочная группа
- Автор сценария: Лазарь Карелин
- Режиссёр-постановщик: Вадим Дербенёв
- Оператор-постановщик: Михаил Агранович
- Художник-постановщик: Владимир Донсков
- Композитор: Владимир Чернышёв
- В фильме использованы песни Н. Рубцова, Г. Назаренко
- Звукооператор: Рэм Собинов
- Государственный симфонический оркестр кинематографии
  - Дирижёр: Эмин Хачатурян
- Режиссёр: А. Идес
- Оператор: С. Арманд
- Художник по костюмам: Е. Черемных
- Художник-гримёр: Т. Солдатенкова
- Монтаж: Р. Песецкая
- Консультанты: В. Макеев, Ю. Хомустенко
- Редактор: И. Цизин
- Музыкальный редактор: В. Лаписов
- Комбинированные съёмки:
  - Оператор: В. Жанов
  - Художник: А. Рудаченко
- Директор картины: Александр Гуревич

## Технические данные
- Широкий экран
- Цветной
- 2641,4 метра
- 96 минут